# Zipper
Zipper es una película del género drama, escrita y dirigida por Mora Stephens y producida por Darren Aronofsky , Mark Heyman, y Scott Franklin , protagonizada por Patrick Wilson, Lena Headey, Dianna Agron, Richard Dreyfuss, Adrianne Palicki, y Penelope Mitchell.

## Sinopsis
La historia gira en torno a un hombre que vive lo que parece a primera vista una vida normal. Además, es un hombre muy familiar y que, aparentemente, tiene todo lo que podría desear. Sin embargo, su tranquila vida se pone en peligro cuando descubre que está a punto de perder todo lo que tiene debido a su incapacidad de luchar contra la tentación que le supone estar con otras mujeres.

## Reparto
- Patrick Wilson como Sam Ellis.
- Lena Headey como Jeannie Ellis.
- Dianna Agron como Dalia.[3]
- Penelope Mitchell como Laci.
- Richard Dreyfuss como George Hiller.
- Ray Winstone como Nigel Coaker.
- John Cho como EJ.
- Elena Satine como Ellie Green.
- Alexandra Breckenridge como Christy.
- Christopher McDonald como Peter Kirkland.